# Marcelândia
Marcelândia – miasto i gmina w Brazylii, w stanie Mato Grosso.